# 黃清埕
黃清埕（1912年—1943年3月14日），臺灣澎湖縣西嶼人，日治時期臺灣雕刻家，號清亭，另有別名為黃清呈、黃清庭。

## 沿革
黃清埕於1912年生於西嶼澚池東村小池角，其兄為教師黃清舜，在幼年時，黃清埕則開始掘對於揑泥人和牛馬的興趣。就讀小池角公學校期間，他受到該校美術老師劉清榮的賞識和啟蒙。1925年，黃清埕考入高雄州立高雄中學校，後因追求繪畫而在中途輟學返回澎湖，並在私塾學習與當地秀才劉承命學習漢文。
1936年，黃清埕前往日本考入東京美術學校的雕塑科。並與陳德旺、藍運登合租一間繪畫工作室，此事被父親知悉後被斷絕其學費，黃清埕僅得經朋友介紹為旅日台灣人做雕像，亦偶為仕女裁製旗袍謀取生活費用，黃清舜先生則暗地接濟，在此期間，黃清埕與就讀於東京東洋音樂專門學校修讀鋼琴的李桂香（來自澎湖西嶼外垵人）相識，兩人後成為愛侶，黃清埕後特以李桂香為模特兒而雕塑不少作品。
1938年3月19日至21日期間，黃清埕與張萬傳、陳德旺、洪瑞麟、陳春德、許肇基等六人，在臺灣教育會館舉辦「Mouve藝術家協會展」三天展覽，並成立Mouve美術集團，該組織後因當時日本政府之去西化行動而迫改名為「造型美術協會」。
1939年，他與陳夏雨以人物塑像入選文部省美術展覽會而獲得評鑑肯定獲得獎項，並受聘為日本雕刻協會的會友。1940年，黃清埕入選日本雕刻家協會年展及「紀元2600奉祝展」，並在隔年期間與張萬傳、謝國鏞於臺南公會堂舉辦三人展覽，展出了20件雕塑作品和9件洋畫作品。在此期間，他與謝國鏞合也作成立了家藝術畫廊。並在留日期間定期於暑假返臺，居住在臺南市謝國鏞家裡。並為臺南地方名仕製作不少雕像；獲得地方人士的支援，1942年入選日本雕刻家協會第6回展，並被推薦為會友及擔任指導員。
1943年，黃清埕受應聘前往北平市国立北平艺术专科学校（今中央美術學院）任教，同年3月與女友李桂香從神户市乘坐大阪商船的客貨船高千穗丸返回臺灣，然而3月19日，高千穗丸在基隆外海彭佳嶼東北方航行時。遭到美國潛艦翠魚號發射3發魚雷擊中，導致船體向右傾斜在15分鐘內即完全沉沒，黃清埕與李桂香在該事件不幸罹難，享年31歲。黃清呈去世後，繪畫界朋友後來為其作品舉行了一次紀念展，展後的部分作品皆放置於謝國鏞家後院的防空洞。
2005年，執教台南藝術大學的黃玉珊，將其叔父黃清埕的一生拍攝成電影《南方紀事之浮世光影》。

## 紀念
黃清埕與李桂香逝世後。謝國鏞以「臺灣造型協會」名義於同年7月29日為「黃清埕與其夫人李桂香」舉行追悼會。1978年，黃清埕兄長黃清舜負責重建增設黃清埕墓園的環牆，並題字重製紀念碑。紀念碑中書「紫雲雕刻家黃清埕鋼琴家李桂香夫婦紀念碑」，「民國六七年戊午瓜月重建」，立碑人署名「嗣男世仰立石」。該紀念碑目前位於小池角滬目石滬水泥路的左側。

## 作品
由於英年早逝，黃清埕生前並未留下多數藝術創作，亦有部份現在仍被臺南市仕紳家族所收藏。其中當前仍存遺世之確認作品包括：《頭像》石膏原作、《貝多芬》像、《少女（李桂香）》像、《鍾紅樟》像及《裸女》；並另保存油畫《烏衫查某》一幅。黃清埕在臺灣現代雕塑藝術史被認為具有典範意義，並以西洋印象派的雕塑風格而構成臺灣早期的雕塑形式。在日留學期間，其創作風格注重將被塑像者的外在形態特徵和內在性格表現出來。並採寫實主義刻劃人物，同時也注重將人物的個性和特徵融入作品中，部分作品則以純粹簡約，以塊狀的量感呈現。

《臺灣日日新報》官展藝評作家野村幸一曾在1938年MOUVE團體開展後對黃清亭進行點評：

黃清亭（埕）的雕刻，在本島的展覽會場上來說是非常難得的，確實作品中好像在暗示著什麼。作品是純粹寫實性的習作，綜合安托万·布德尔、奥古斯特·罗丹或阿里斯蒂德·马约尔等影響，此外沒有什麼更值得說的。看到這類立體性的作品展出，實在是非常高興。畫作人物也是像雕刻式的技法，自然地表現出立體的感覺，作為學院派的作品而有種親切的感覺。

### 頭像
《頭像》石膏原件現由高雄市立美術館典藏，為1940年作品，共23×20×26.5公分，是黃清埕留日期間所作，惜經無法得知黃清埕是黃清埕為誰所作。2007年，《頭像》由高雄市政府登錄為「一般古物」，2009年3月2日，文化部公告指定《頭像》雕塑作品為「國家重要古物」；該物件是首件指定為「國家重要古物」的「現代美術作品」。

### 少女
《少女（李桂香）》於1940年完成，共17×11.2×20.3公分，該雕塑主題以黃清埕的女朋友李桂香為原型，此外，該作品原先可能為全身像，根據黃玉珊調查，由於雕像太大不便運送，最終因被鋸為現在的胸像。該鑄件現與《貝多芬》像由國立臺灣美術館典藏。

### 裸女
《裸女》、或稱《脫衣的小女》，為黃清埕現仍存少數作品，藍運登曾為黃清埕籌措返日旅費，故電洽巫永福，希望以五十元出售《裸女》。交易之後，該雕塑品遂成為巫永福的紀念品，1980年代，由於得知臺北市立美術館缺乏黃清埕的作品，巫永福則慷慨捐贈出該作品。

## 流行文化

### 影視作品
- 2005年 電影《南方紀事之浮世光影》，由林昶佐飾演。[23][24]

## 故居
黃清埕故居在今池東村171號，該建築之三合院結構已拆除，獨留「紫雲」門樓。

## 另見
- 黃土水

## 外部連結
- 黃清埕 - 澎湖知識服務平台 （页面存档备份，存于）
- 黃清埕 - 臺灣大百科全書 （页面存档备份，存于）